# Petrova Lehota
Petrova Lehota (em húngaro: Péterszabadja) é um município da Eslováquia, situado no distrito de Trenčín, na região de Trenčín. Tem 8,07 km² de área e sua população em 2018 foi estimada em 188 habitantes.

## Demografia
| Ano:        | 1994 | 2004 | 2014    | 2024   |
| ----------- | ---- | ---- | ------- | ------ |
| Broj ljudi: | 0    | 165  | 182     | 192    |
| Razlika:    |      | –    | +10,30% | +5,49% |

| Ano:               | 2023 | 2024   |
| ------------------ | ---- | ------ |
| Número de pessoas: | 199  | 192    |
| Diferença:         |      | -3,51% |